# Senecaville
|  | Dieser Artikel wurde aufgrund von inhaltlichen Mängeln auf der Qualitätssicherungsseite des Projektes USA eingetragen. Hilf mit, die Qualität dieses Artikels auf ein akzeptables Niveau zu bringen, und beteilige dich an der Diskussion! Eine nähere Beschreibung der zu behebenden Mängel fehlt. |

Senecaville ist ein Village in Guernsey County, Ohio, Vereinigte Staaten. In Sencaville leben 422 Einwohner (Stand: 2020).

## Geographie
Senecaville hat eine Fläche von 1,3 km2 und liegt in der Nähe des gleichnamigen Sees, welcher 1937 künstlich angelegt wurde, um Wasser zu stauen und Überflutungen kontrollieren zu können.